# Crazy for You (telenovela)
Crazy for You é uma telenovela filipina produzida e exibida pela ABS-CBN, cuja transmissão ocorreu em 2006.

## Elenco
- Luis Manzano - Wacky
- Toni Gonzaga - Janice
- John Prats - Paolo
- Pokwang - Blessy
- Michelle Madrigal - Sabrina
- Roxanne Guinoo - Trish
- Joseph Bitangcol - Jomar
- Sandara Park - Ara